# Осенний ритм
«Осенний ритм (Номер 30)» (англ. Autumn Rhythm (Number 30)) — картина американского художника Джексона Поллока, созданная в 1950 году. Она выполнена в стиле абстрактного экспрессионизма и хранится в коллекции нью-йоркского Метрополитен-музея. «Осенний ритм» служит выдающимся примером «льющейся» техники живописи Поллока 1947—1952 годов и зачастую расценивается как одна из его самых известных работ.

## Создание
«Осенний ритм» был написан осенью 1950 года в студии Поллока в Спрингсе (штат Нью-Йорк) в составе группы картин, которые он впервые выставил в галерее Бетти Парсонс в ноябре-декабре 1951 года. В этой работе Поллок использовал ту же технику «льющейся» живописи, как и в других, написанных в этот период его карьеры. Она заключалась в расстилании холстов огромного размера прямо на полу и разбрызгивании красок с кистей, не прикасаясь ими к поверхности. Имеющий размеры 266,7 на 525,8 см «Осенний ритм» является одним из крупнейших полотен Поллока.
Создание «Осеннего ритма» было частично задокументировано Хансом Намутом, который фотографировал Поллока за его работой в течение нескольких месяцев в 1950 году. По словам искусствоведа Моники Бом-Дюшен фотографии Намута дают представление о последовательности, в которой Поллок заполнял поверхность холста, а также о порядке, в котором применялись краски. Поллок начал с написания правой трети холста, нанеся клубок тонких чёрных линий, а затем добавляя другие цветные краски (в основном коричневые и белые, с небольшим количеством бирюзового цвета). Художник использовал несколько методов капания и заливки, чтобы создать различные типы линий и уплотнённых областей краски, пока эта часть не начала напоминать своё законченное состояние. Затем он перешёл к центральной части, а затем — и к левой, используя тот же метод. На протяжении всего процесса создания «Осеннего ритма» Поллок рисовал со всех сторон полотна. 

## История названия
Поллок дал картине название «Номер 30», и она была выставлена под этим наименованием в галерее Бетти Парсонс в 1951 году, а также в Музее современного искусства в рамках выставки «15 американцев» (англ. 15 Americans) в 1952 году. С 1947 по 1952 год Поллок давал своим произведениям номера, а не названия, чтобы не отвлекать зрителей подразумеваемыми смыслами. Пронумерованные названия, по-видимому, не соответствовали последовательности, в которой они создавались. Когда картина демонстрировалась в галерее Сидни Джениса в 1955 году, она носила название «Осенний ритм» без ссылки на номер. Поллок не объяснил, почему он изменил название картины; искусствовед Тимоти Дж.Кларк считает, что название «Осенний ритм» было придумано самим Поллоком, в отличие от некоторых других его работ этого периода, которые изначально предлагались Поллоком, критиком Клементом Гринбергом. В 1957 году Метрополитен-музей приобрёл картину из наследия Поллока за $20 000 и в обмен на другую работу художника «Номер 17, 1951», хранившуюся тогда в музее. Куратор музея Роберт Беверли Хейл предложил и контролировал эту сделку. С того времени эта работа обычно выставляется как «Осенний ритм (Номер 30)». 